# Borko Jovanović
Borivoje Jovanović, detto Borko (in serbo Боривоје "Борко" Јовановић?; 22 dicembre 1931 – ...), è stato un cestista jugoslavo.

## Palmarès
- YUBA liga: 7

Stella Rossa Belgrado: 1949, 1950, 1951, 1952, 1953, 1954, 1955